# Kurganinsk
Kurganinsk è una cittadina della Russia europea meridionale (kraj di Krasnodar), situata nella pianura ciscaucasica sul fiume Laba, affluente del Kuban', 248 km a est di Krasnodar; è il capoluogo amministrativo dell'omonimo rajon.
Fondata nel 1855 come stanica con il nome di Kurgannaja, ottenne lo status di città e il nome nella forma attuale nel 1961.

## Società

### Evoluzione demografica
Fonte: mojgorod.ru
- 1959: 24.300
- 1967: 31.000
- 1979: 37.600
- 1989: 40.800
- 2002: 46.618
- 2007: 46.700